# Corps ordonné
En algèbre générale, un corps ordonné est la donnée d'un corps commutatif (K, +, ×), muni d'une relation d'ordre (notée ≤ dans l'article) compatible avec la structure de corps.
Dans tout l'article, on note naturellement ≥ la relation d'ordre réciproque de ≤, et l'on note < et > les relations d'ordre strict respectivement associées à ≤ et ≥. On note par ailleurs 0 l'élément neutre de l'addition et 1 celui de la multiplication. On note le plus souvent xy le produit de deux éléments x et y de K. Enfin, on note x−1 l'inverse d'un élément x non nul de K.
La majeure partie des résultats énoncés (ceux ne faisant pas intervenir la notion d'inverse) peut s'étendre aux anneaux commutatifs.

## Définitions
Plus précisément, avec les notations précédentes, on dit que la relation d'ordre ≤ est compatible avec la structure de corps de K si les deux conditions suivantes sont réunies.
1. Le groupe additif (K, +) est un groupe ordonné par la relation d'ordre ≤ (c'est-à-dire que celle-ci est compatible avec l'addition).
2. On a, pour tous éléments x et y du corps tels que x ≥ 0 et y ≥ 0, l'inégalité xy ≥ 0 (la relation d'ordre est compatible avec la multiplication).

Par commodité, on dira par la suite qu'un élément x de K est positif si l'on a x ≥ 0, et qu'il est négatif si l'on a x ≤ 0 (on remarquera que, par antisymétrie de la relation d'ordre ≤, 0 est l'unique élément du corps à la fois positif et négatif).

## Exemples
Les corps ℚ des rationnels et ℝ des réels, munis de la relation d'ordre habituelle, sont des corps ordonnés.

## Propriétés
On dispose d'abord des propriétés liées à la compatibilité de l'addition avec la relation d'ordre (voir l'article groupe ordonné pour leur démonstration, avec d'autres notations).
- Addition membre à membre d'inégalités :si x ≤ y et x'  ≤ y' alors x + x'  ≤ y + y'.
- Passage à l'opposé dans une inégalité en changeant le sens :si x ≤ y alors –y ≤ –x.

On dispose par ailleurs de propriétés liées à la compatibilité de la multiplication avec la relation d'ordre.
- Règle des signes :
  1. si x ≤ 0 et y ≤ 0 alors xy ≥ 0 ;
  2. si x ≤ 0 et y ≥ 0 alors xy ≤ 0 ;
  3. si x ≥ 0 et y ≤ 0 alors xy ≤ 0.

Cela se déduit aisément du deuxième axiome de la définition de la compatibilité, en utilisant le fait qu'un élément négatif est l'opposé d'un élément positif, et que l'opposé d'un élément est obtenu en le multipliant (à gauche ou à droite) par l'opposé de l'unité 1.
- Si 0 et 1 sont comparables, on a nécessairement 0 ≤ 1.
En effet, on a 1 = 1×1, et si 0 et 1 sont comparables, on a soit 0 ≤ 1, soit 1 ≤ 0, mais la règle des signes permet d'éliminer la seconde possibilité.
- Multiplication d'une inégalité par un élément positif :si x ≤ y et z ≥ 0 alors xz ≤ yz et zx ≤ zy.En effet, y – x est alors positif, donc yz – xz = (y – x)z et zy – zx = z(y – x) aussi.
On en déduit facilement une règle de multiplication membre à membre d'inégalités entre éléments positifs (par transitivité de la relation d'ordre ≤) :si x ≤ y et x' ≤ y' et si x et y' ou x' et y sont positifs alors xx' ≤ yy',ainsi que la règle suivante :
- Passage à l'inverse dans une inégalité entre éléments strictement positifs, en changeant le sens :si x–1 > 0, y–1 > 0 et x ≤ y alors y–1 ≤ x–1.(Si la relation d'ordre est totale, les hypothèses x−1 > 0 et y−1 > 0 peuvent être remplacées par : x > 0.)

## Corps totalement ordonné
On appelle corps totalement ordonné un corps ordonné pour lequel la relation d'ordre est totale. Par exemple, le corps ℝ des réels, muni de la relation d'ordre habituelle, est un corps totalement ordonné, donc tous ses sous-corps (comme le corps ℚ des rationnels) également (pour l'ordre induit).
On appelle corps réel (ou : formellement réel (en)) un corps dans lequel –1 n'est pas une somme de carrés. (La caractéristique d'un tel corps est donc nulle.)
Tout corps totalement ordonné est formellement réel
En effet, dans un corps totalement ordonné, tout carré est positif ou nul (d'après la règle des signes), donc toute somme de carrés aussi, or –1 est négatif, comme opposé du carré de 1.
Par conséquent, le corps ℂ des nombres complexes (dans lequel –1 est le carré de i) ne peut pas être muni d'une structure de corps totalement ordonné. Il est en revanche aisé de définir sur ℂ une relation d'ordre qui est soit totale, soit compatible avec sa structure de corps.
Un corps K est dit euclidien s'il est formellement réel et si, dans son groupe multiplicatif K*, le sous-groupe des carrés est d'indice 2. Un corps K est dit pythagoricien si, dans K, toute somme de carrés est un carré (il suffit pour cela que pour tout élément x de K, 1+x2 soit un carré).
Pour tout corps K, les propriétés suivantes sont équivalentes :
1. K est euclidien ;
2. K est pythagoricien et il existe sur K un unique ordre total compatible ;
3. K est formellement réel mais aucune de ses extensions quadratiques ne l'est[3] ;
4. –1 n'est pas un carré dans K et K[√–1] est quadratiquement clos (c'est-à-dire que dans cette extension, tout élément est un carré) ;
5. K est de caractéristique différente de 2 et possède une extension quadratique quadratiquement close.

L'étude des corps euclidiens est un préambule à celle des corps réel clos, dont il découle que la condition nécessaire précédente pour qu'un corps puisse être muni d'un ordre total compatible (que –1 ne soit pas somme de carrés) est également suffisante :
Un corps est totalement ordonnable (de façon compatible) (si et seulement) s'il est formellement réel.